# مولتی‌ویبراتور
مولتی‌ویبراتور یک مدار الکترونیکی است که برای ساخت سیستم‌های دو-حالته همچون نوسان‌ساز، زمان‌سنج و فلیپ‌فلاپ مورد استفاده قرار می‌گیرد. به وسیله دو قطعه تقویت‌کننده (ترانزیستور، لامپ خلاء یا ادوات دیگر) که با مقاومت یا خازن به هم متصل شده‌اند ایجاد می‌شود.
سه نوع مولتی‌ویبراتور بر پایه عمل‌کرد مدار آن وجود دارد.
- آستابل (به انگلیسی: astable)، در این گونه مدارها هیچ حالت پایداری وجود ندارد- مدار دائماً بین دو حالت نوسان می‌کند.
- مونواستابل (به انگلیسی: monostable)، این مدار یک حالت پایدار دارد.[۱] و حالت دوم ناپایدار (گذرا) است. یک پالس تریگر می‌تواند حالت مدار را به حالت ناپایدار ببرد. پس از ورود به حالت ناپایدار، مدار پس از مدت زمان تنظیم شده به حالت پایدار بازمی‌گردد. این مدار برای ایجاد یک مدت زمان ثابت در پاسخ به یک رویداد خارجی به کار می‌رود. نام دیگر این مدار تک-شات است.
- بای-استابل (به انگلیسی: bistable) در این مدار دو حالت پایدار وجود دارد که مدار می‌تواند در هر یک از دو حالت قرار بگیرد. مدار می‌تواند به وسیله یک پالس تریگر به حالت دیگر پرش کند.

مولتی‌ویبراتورها در مدارهای گوناگونی که موج مربعی یا وقفه زمانی نیازدارند، یافت می‌شود.

## مولتی‌ویبراتور آستابل
مولتی‌ویبراتور آستابل (به انگلیسی: Astable Multivibrator) در حالت ساده از دو تقویت‌کننده تشکیل شده که با فیدبک مثبت خازن-مقاومت  برای قراردادن تقویت‌کننده در ناحیه قطع و اشباع، به هم متصل شده‌اند. عنصر کلیدزنی می‌تواند ترانزیستور اثر میدانی، دوقطبی پیوندی، لامپ خلأ، یا تقویت‌کننده عملیاتی یا هر نوع کلید الکترونیکی دیگری باشد. تصویر یک مدار نوسان‌ساز مولتی‌ویبراتور با استفاده از ترانزیستور دوقطبی را نشان می‌دهد.

مولتی‌ویبراتور آستابل ساخته شده با بی‌جی‌تی

مدار این نوسان‌ساز عموماً به صورت متقارن کشیده می‌شود. خروجی ترانزیستورها به صورت متمم (اختلاف فاز ۱۸۰ درجه) یکدیگر هستند. یعنی زمانی که یکی در حالت روشن (ولتاژ بالا) قرار دارد دیگری در حالت خاموش (ولتاژ پایین) قرار می‌گیرد. البته به جز زمان گذار که می‌تواند این‌گونه نباشد.